# Bill Pogue
William Reid Pogue (Okemah, 23 gennaio 1930 – Cocoa Beach, 3 marzo 2014) è stato un astronauta statunitense.

## Biografia
Pogue frequentò le scuole dell'obbligo nell'Oklahoma. Il titolo di bachelor di scienza dell'educazione gli venne conferito nel 1951 dalla Oklahoma Baptist University. La promozione quale Master of Science in matematica invece venne conseguita nel 1960 presso la Università statale dell'Oklahoma - Stillwater. Inoltre, nel 1974 gli venne conferito la laurea honoris causa da parte dell'Oklahoma Baptist University.

### Esperienze
Entrò nell'aeronautica militare nel 1951 concludendo il suo addestramento un anno dopo. Negli anni 1953 e 1954 prestò servizio presso il quinto gruppo dell'Air Force e fu impegnato nella guerra di Corea volando in diversi combattimenti su aerei bombardieri. Negli anni dal 1955 al 1957, fece parte dello squadrone degli Thunderbirds – le Frecce tricolori americane.
La sua esperienza di volo è quasi unica. Pogue infatti volò su ben oltre 50 modelli d'aereo sia americani come pure britannici diventando così istruttore di volo anche per aerei civili. Inoltre collaborò nel reparto di matematica dell'aeronautica militare americana, essendo assistente dell'apposita accademia di Colorado Springs in Colorado, negli anni dal 1960 al 1963. Nel settembre 1965 concluse un'esperienza di pilota di collaudo, eseguita presso il ministero dell'aviazione britannica – un frutto della stretta collaborazione e di un apposito programma di interscambio tra la U.S. Air Force e la RAF britannica. Durante questa esperienza raggiunse una promozione pure presso la Empire Test Pilot's School di Farnborough nell'Hampshire in Inghilterra.
Pogue, colonnello ritirato dal servizio dell'aeronautica militare, giunse al Lyndon B. Johnson Space Center dopo essere precedentemente stato assegnato alla Edwards Air Force Base in California. Prima di quest'incarico aveva prestato servizio presso la Air Force Aerospace Research Pilot School dove fu istruttore di volo sin dall'ottobre del 1965.
Durante il suo servizio raggiunse ben 7.200 ore di volo di cui 4.200 ore su aerei jet e 2.017 ore di volo nello spazio.

### Esperienze alla NASA
Pogue fu uno dei 19 astronauti scelti dalla NASA nell'aprile del 1966. Fece parte dell'equipaggio di supporto delle missioni dell'Apollo 7, Apollo 11, ed Apollo 14.
Pogue fu pilota della missione dello Skylab 4 (la terza ed ultima missione equipaggiata che raggiunse lo Skylab orbital workshop), lanciata il 16 novembre 1973 e conclusasi l'8 febbraio 1974. Fu il volo più lungo eseguito fino a tale data nella storia dell'esplorazione umana nello spazio con una durata di 84 giorni, 1 ora e 15 minuti. Pogue fu accompagnato nella missione (durante la quale venne percorsa una distanza di 55,2 milioni di chilometri pari a 34,5 milioni di miglia) dal comandante Gerald Carr e dal pilota scienziata dott. Edward Gibson. Durante le loro 1.214 orbite terrestri, l'equipaggio concluse con successo 56 esperimenti, 26 dimostrazioni scientifiche, 15 esperimenti su dettagli di obiettivi nonché 13 esperimenti di studio.
Eseguirono accurate osservazioni della Terra con l'ausilio della camera dello Skylab's earth resources experiment package raggiungendo ben 338 ore di operazione dell'Apollo Telescope Mount in grado di eseguire accurate osservazioni dei processi in atto sul Sole. Le due attività extraveicolari eseguite durante la missione ebbero una durata totale di 13 ore e 31 minuti.
Pogue si ritirò dall'aeronautica militare americana il 1º settembre 1975. In seguito ha lavorato in proprio nel ruolo di consulente per programmi di volo spaziale. Inoltre ha assunto il ruolo di produttore per filmati di volo nello spazio. Nel 1991 pubblicò il libro How Do You Go to the Bathroom in Space? (Come si va al bagno nello spazio?), del quale è autore.

## Onorificenze speciali
Pogue venne pluridecorato di onorificenze speciali per i suoi meriti ottenuti nel campo dell'esplorazione spaziale. In seguito sono elencate alcune delle onorificenze con indicazione dell'anno di conferimento:
- NASA Distinguished Service Medal (1974) e JSC Superior Achievement Award (1970);
- Air Medal, Air Force Commendation Medal, la National Defense Service Medal, e l'Air Force Outstanding Unit Award (in qualità di membro dell'USAF Thunderbirds);
- Air Force Distinguished Service Medal ed Astronaut Badge (1974);
- Medaglia d'oro della città di Chicago (1974);
- Robert J. Collier Trophy per l'anno 1973 (1974);
- Medaglia d'oro della città di New York (1974);
- Dr. Robert H. Goddard Memorial Trophy per l'anno 1975 (1975);
- Medaglia della Federation Aeronautique Internationale's De La Vaulx Medal e diploma V. M. Komarov per l'anno 1974 (1975);
- General Thomas D. White USAF Space Trophy per l'anno 1974 (1975);
- AIAA Haley Astronautics Award per l'anno 1974 (1975);